# Тёсокабэ Моритика
Тёсокабэ Моритика (長宗我部 盛親?, 1575 — 11 мая 1615) — японский самурай и даймё конца периода Адзути-Момояма и начала периода Эдо, 22-й (последний) глава рода Тёсокабэ (1599—1615), даймё провинции Тоса (1599—1600).

## Биография
Четвёртый сын и преемник Тёсокабэ Мототики (1539—1599). В июле 1599 года после смерти своего отца Мототики Моритика стал новым главой рода Тёсокабэ и даймё провинции Тоса на острове Сикоку.
В 1600 году Тёсокабэ Моритика, признавая себя вассалом Тоётоми Хидэёри, выступил на стороне Исиды Мицунари в его противостоянии с Токугава Иэясу. В октябре 1600 года во время битвы при Сэкигахара Моритика сражался на стороне Исиды Мицунари. После победы Токугава Иэясу и разгрома Исиды Мицунари Тёсокабэ Моритика был лишён своих родовых владений (провинция Тоса), но по просьбе Ии Наомасы, друга его отца Тёсокабэ Мототики, ему оставили жизнь. Моритика долго странствовал, затем поселился в Киото, где стал священником.
В 1614 году Тёсокабэ Моритика поддержал восстание Тоётоми Хидэёри против сёгуната Токугава. Моритика прибыл в Осаку и присоединился к Хидэёри, который в случае своей победы пообещал вернуть ему провинцию Тоса. В 1614—1615 годах Тёсокабэ Моритика сражался под Осакой против армии Токугава. После окончательного разгрома Тоётоми Хидэёри в битве при Тэннодзи и его капитуляции Тёсокабэ Моритика пытался спастись бегством, но был схвачен и вместе с сыновьями в мае 1615 года обезглавлен. С их смертью род Тёсокабэ прекратил своё существование.